# Sternotomis pulchra
Sternotomis pulchra là một loài bọ cánh cứng trong họ Cerambycidae.

## Hình ảnh

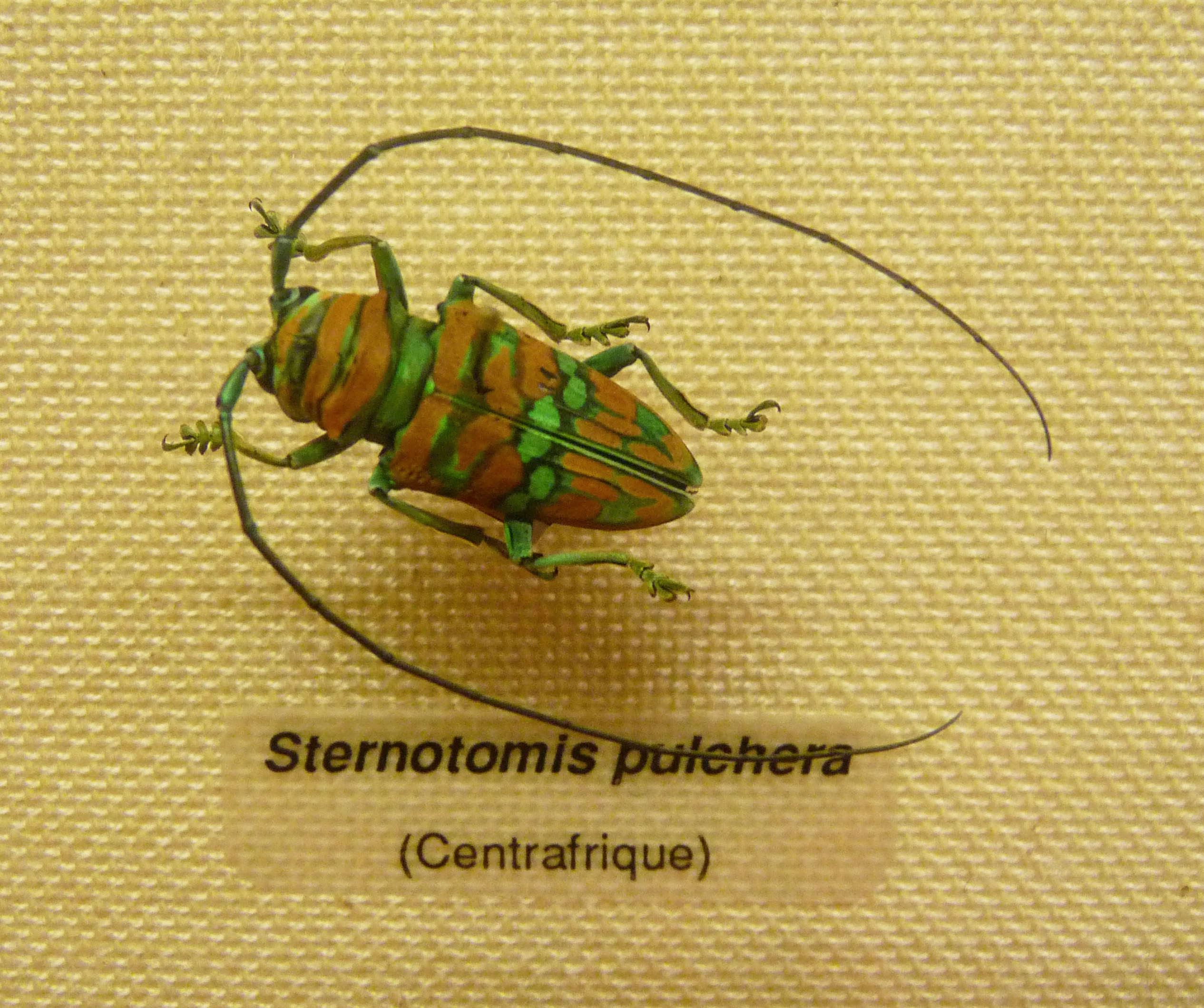